# Pictor A West
Pictor A West, également nommé ATPMN J051926.2-454554, est un blazar de haute énergie de la constellation du Peintre. Il a été découvert le 1 mars 1987 par John Roeser lors d'une étude de la galaxie de Seyfert Pictor A dans le domaine des rayons X.

## Histoire observationnelle
Sa désignation Pictor A West vient du fait qu'il avait été d'abord pris pour un jet fossile venant de la galaxie de Seyfert Pictor A, il recevra cette désignation en 1987 par John Roeser à cause de la désignation des différentes sources radio semblant venir du même astre, comme Sagittarius A Ouest venant de Sgr A et Sgr A*. John Roeser l'identifiera comme un fossile de jet astrophysique encore chaud, défini comme un "Hot spot". Les scientifiques penseront qu'il s'agit d'un jet à cause de sa direction par rapport au pôle de la galaxie Pictor A, ainsi que le fait que l'astre émet de fortes ondes radio ainsi qu'une forte polarisation optique. Il sera catalogué comme un blazar (de type BL Lacertae) en mai 2019 après l'analyse des données du WISE par une équipe de 13 scientifiques.

## Propriétés physiques
Pictor A West produit un intense excès proche infrarouge, l'intensité radio de ce dernier (7.1× 1014 Hz), la polarisation optique et l'excès proche infrarouge montrent que les photons venant de Pictor A sont soumis à un champ magnétique très puissant.